# 스웨덴의 군주 목록
다음은 스웨덴 국왕의 연대표이다. 
이보다 앞선 스웨덴 국왕들의 목록도 존재한다. 하지만 이들 기록들은 전설과 역사가 혼합된 역사소설에서 나온 것이 많아서 통상적으로 스웨덴 국왕의 나열은 처음으로 기독교로 개종한 올로프 솃코눙과 그의 아버지 에이리크 인 시그르셀리에서부터 시작된다.
한글 표기는 스웨덴어 이름을 따르고 흔히 쓰이는 스웨덴어 이름을 같이 표시하였다. 

## 역대 군주 목록

### 문쇠(Munsö) 왕조
- 초대 970년(?) ~ 995년경: 에이리크 인 시그르셀리 Erik Segersäll Eiríkr inn sigrsæli
- 2대 995년경 ~ 1022년경: 올로프 솃코눙 Olof Skötkonung Óláfr Sköttkonungr Eiríksson
- 3대 1022년경 ~ 1050년: 아눈드 야코브 Anund Jakob - 남쪽에는 덴마크의 크누트 대왕 Knut den store
- 4대 1050년 ~ 1060년: 에문드 노왕 Emund den gamle

### 스텡킬(Stenkil) 왕조
- 초대(5대) 1060년 ~ 1066년: 스텡킬 Stenkil
- 2대(6대) 1066년 ~ 1067년: 에리크와 에리크 Erik och Erik
- 3대(7대) 1067년 ~ 1070년: 할스텐 Halsten
- 4대(8대) 1070년 ~ 1075년: 아눈드 고르스케 Anund Gårdske
- 5대(9대) 1075년 ~ 1079년: 호칸 뢰데 (붉은 호칸) Håkan Röde
- 6대(10대) 1079년 ~ 1084년: 잉에 1세 Inge (I) den äldre
- 7대(11대) 1084년 ~ 1087년: 블로트 스벤 (희생자 스벤) Blot-Sven
- 8대(12대) 1087년 ~ 1105년: 잉에 1세 Inge (I) den äldre
- 9대(13대) 1105년 ~ 1118년: 필리프 할스텐손 Filip Halstensson
- 10대(14대) 1105년 ~ 1125년: 잉에 2세 Inge (II) den yngre
- 11대(15대) 1125년 ~ 1126년: 랑발드 크납회브데 Ragnvald Knaphövde
- 12대(16대) 1125년 ~ 1130년: 힘센 망누스 1세 닐손 Magnus (I) den Starke Nilsson

### 스베르케르(Sverker)와 에리크(Erik) 왕조
- 초대(17대) 1130년 ~ 1156년: 스베르케르 1세 Sverker den äldre 스베르케르 왕가
- 초대(18대) 1156년 ~ 1160년: 에리크 9세 성왕 Erik den helige 에리크 왕가
- 초대(19대) 1160년 ~ 1161년: 망누스 2세 헨릭손 Magnus (II) Henriksson 스텡킬 왕가
- 2대(20대) 1161년 ~ 1167년: 칼 7세 스베르케르손 Karl Sverkersson 스베르케르 왕가
- 2대(21대) 1167년 ~ 1195년: 크누트 1세 에릭손 Knut Eriksson 에리크 왕가
- 3대(22대) 1196년 ~ 1208년: 스베르케르 2세 Sverker den yngre 스베르케르 왕가
- 3대(23대) 1208년 ~ 1216년: 에리크 10세 크누트손 Erik Knutsson 에리크 왕가
- 4대(24대) 1216년 ~ 1222년: 요한 1세 스베르케르손 Johan Sverkersson 스베르케르 왕가
- 4대(25대) 1222년 ~ 1229년: 에리크 11세 에릭손 Erik Eriksson 에리크 왕가
- 26대 1229년 ~ 1234년: 크누트 2세 장신왕 Knut Långe
- 5대(27대) 1234년 ~ 1250년: 에리크 11세 에릭손 Erik Eriksson 에리크 왕가

### 폴쿵(Folkung) 왕조
- 초대(28대) 1250년 ~ 1275년: 발데마르 비르예르손 Valdemar Birgersson
- 2대(29대) 1275년 ~ 1290년: 망누스 3세 라둘로스 Magnus Ladulås
- 3대(30대) 1290년 ~ 1318년: 비르예르 망누손 Birger Magnusson
- 4대(31대) 1319년 ~ 1364년: 망누스 4세 에릭손 Magnus Eriksson
  - 5대(32대) 1356년 ~ 1359년: 에리크 12세 망누손 Erik Magnusson, 대립왕
  - 6대(33대) 1362년 ~ 1364년: 호칸 망누손(노르웨이의 호콘 6세) Håkan Magnusson, 대립왕
- 7대(34대) 1363년 ~ 1389년: 메클렌부르크의 알브렉트(알브레히트) Albrekt av Mecklenburg

### 칼마르 연합
- 초대(35대) 1389년 ~ 1412년: 마르가레타 발데마르스도테르(덴마크의 마르그레테 1세) Margareta Valdemarsdotter
- 2대(36대) 1396년 ~ 1439년: 포메라니아의 에리크(스웨덴의 에리크 13세) Erik av Pommern
- 3대(37대) 1438년 ~ 1440년: 부왕 칼 크누트손 본데(스웨덴의 칼 8세) Karl Knutsson Bonde
- 4대(38대) 1441년 ~ 1448년: 부왕 바이에른의 크리스토페르 Kristoffer av Bayern
- 5대(39대) 1448년: 부왕 벵트 옌손 옥센셰르나
- 6대(40대) 1448년 ~ 1457년: 부왕 칼 크누트손 본데
- 7대(41대) 1457년 ~ 1464년: 부왕 크리스티안 1세 Kristian I
- 8대(42대) 1464년 ~ 1465년: 부왕 칼 크누트손 본데
- 9대(43대) 1465년 ~ 1465년: 부왕 셰틸 칼손 바사 Kettil Karlsson Vasa
- 10대(44대) 1465년 ~ 1466년: 부왕 한스 벵트손 옥센셰르나
- 11대(45대) 1466년 ~ 1467년: 부왕 에리크 악셀손 토트
- 12대(46대) 1467년 ~ 1470년: 부왕 칼 크누트손 본데
- 13대(47대) 1470년 ~ 1497년: 부왕 스텐 스투레 덴 엘드레 Sten Sture den äldre
- 14대(48대) 1497년 ~ 1501년: 요한 2세(한스) Johan II, Hans
- 15대(49대) 1501년 ~ 1503년: 부왕 스텐 스투레 덴 엘드레 Sten Sture den äldre
- 16대(50대) 1504년 ~ 1511년: 부왕 스반테 닐손 Svante Nilsson
- 17대(51대) 1512년 ~ 1512년: 부왕 에리크 트롤레 Erik Trolle
- 18대(52대) 1512년 ~ 1520년: 부왕 스텐 스투레 덴 윙레 Sten Sture den yngre
- 19대(53대) 1520년 ~ 1521년: 크리스티안 2세 폭군 Kristian II Tyrann

### 바사(Vasa) 왕조
- 초대(54대) 1521년 ~ 1560년: 구스타브 1세 바사 Gustav Vasa
- 2대(55대) 1560년 ~ 1568년: 에리크 14세 Erik XIV
- 3대(56대) 1568년 ~ 1592년: 요한 3세 Johan III
- 4대(57대) 1592년 ~ 1599년: 시기스문드 Sigismund
- 5대(58대) 1599년 ~ 1611년: 칼 9세 Karl IX
- 6대(59대) 1611년 ~ 1632년: 구스타브 2세 아돌프 Gustav II Adolf den store
- 7대(60대) 1632년 ~ 1654년: 크리스티나 Cristina

### 팔츠츠바이브뤼켄(Pfalziska-Zweibrücken) 왕조
- 초대(61대) 1654년 ~ 1660년: 칼 10세 구스타브 Karl X Gustav
- 2대(62대) 1660년 ~ 1697년: 칼 11세 Karl XI
- 3대(63대) 1697년 ~ 1718년: 칼 12세 Karl XII
- 4대(64대) 1719년 ~ 1720년: 울리카 엘레오노라 Ulrika Eleonora

### 헤센카셀(Hesse-Kassel) 왕조
- 초대(65대) 1720년 ~ 1751년: 프레드리크 1세 Fredrik I

### 홀스테인고토르프(Holstein-Gottorp) 왕조
- 초대(66대) 1751년 ~ 1771년: 아돌프 프레드리크 Adolf Fredrik
- 2대(67대) 1771년 ~ 1792년: 구스타브 3세 Gustav III
- 3대(68대) 1792년 ~ 1809년: 구스타브 4세 아돌프 Gustav IV Adolf
- 4대(69대) 1809년 ~ 1818년: 칼 13세 Karl XIII

### 베르나도테(Bernadotte) 왕조
- 초대(70대) 1818년 ~ 1844년: 칼 14세 요한 Karl XIV Johan
- 2대(71대) 1844년 ~ 1859년: 오스카르 1세 Oskar I
- 3대(72대) 1859년 ~ 1872년: 칼 15세 Karl XV
- 4대(73대) 1872년 ~ 1907년: 오스카르 2세 Oskar II
- 5대(74대) 1907년 ~ 1950년: 구스타프 5세 Gustaf V
- 6대(75대) 1950년 ~ 1973년: 구스타프 6세 아돌프 Gustaf VI Adolf
- 7대(76대) 1973년 ~ 현재: 칼 16세 구스타프 Carl XVI Gustaf

## 같이 보기
- 스웨덴의 정치
- 스웨덴의 총리
- 스웨덴 의회
- 덴마크의 군주 목록
- 노르웨이 국왕